# 21-я Сербская дивизия
21-я Сербская дивизия НОАЮ (сербохорв. 21. српска дивизија НОВJ / 21. srpska divizija NOVJ) — соединение Народно-освободительной армии Югославии, сформированное 20 мая 1944 года на горе Радан как 1-я Сербская дивизия, но уже 14 июня переименованное в 21-ю «ударную» дивизию.

## История

### Формирование
Дивизия была сформирована 20 мая 1944 года на горе Радан и насчитывала около 1 000 бойцов и командиров, вошли 4-я, 5-я и 6-я сербские бригады. Подчинение — Главному штабу НОАЮ в Сербии. Переименована 14 июня 1944 года в 21-ю «ударную» дивизию.  
К декабрю состав пополнили артиллерийская бригада (с тремя дивизионами) и дополнительные бригады — численность выросла до 5 463 человек.

### Боевое крещение
20 мая в сотрудничестве с 22-й Сербской дивизией разгромила силы четников Ябланицкого, Южноморавского и Вардарского корпусов. С 3 по 4 июня вела бои против Южноморавской и Расинско-Топлицкой групп корпусов; 23 июня освободила Брус и Александровац и успешно перешла в контрнаступление в Топлицко-Ябланицкой операции.

### Битва за Сербию и Белградская операция
13 августа дивизия перешла под контроль Штаба Оперативной группы дивизий, а в сентябре — под командование 1-й армейской группы. 1 сентября 6-я бригада расформирована, её место заняла 2-я пролетарская ударная бригада (до 18 декабря). 13 сентября дивизия безуспешно штурмовала Пожегу, но в ночь на 29 сентября освободила Горни-Милановац. В ходе Белградской операции уничтожила группу Штетнеров, за что была отмечена Верховным командованием.

### Финальный этап: Сремский фронт
С 1 января 1945 года — в составе 1-й армии. 3 января вступила в бой с 34-м вермахтским корпусом, 13 апреля освободила Винковцы, 16 апреля — Джяково, 23 апреля — Нову-Градишку и Нову-Капелу, 25 апреля — Окучане, 2 мая — Новску.